# 張璿 (正德戊辰進士)
張璿（1477年—1542年），字仲齊，别號恒山，直隶真定府晋州（今河北晋州市）人，明朝政治人物。

## 生平
弘治十七年（1504年）甲子科順天乡试解元，正德三年（1508年）戊辰科会试一百七十二名，廷试三甲五十八名進士，正德四年（1509年）授浙江道試监察御史 ，差視陕西茶马，七年巡按山东，弹劾巡抚张凤，并為布政使姜洪辯白。九年二月督学南京，十年十一月升大理寺右寺丞，十四年四月轉左寺丞，嘉靖元年（1522年）六月升大理寺右少卿，三年升巡抚宁夏都御史，四年以庆藩之事，论奏不实被逮问免职。
嘉靖八年六月起复为南京都察院右佥都御史、提督操江兼管巡江，十一年二月因淫刑肆虐被弹劾，废黜为民。年六十六卒，门人私谥曰贞毅先生。

## 家族
曾祖张荣。祖父张信。父张名矩，壽官。母苑氏。具庆下，兄张瑜，教谕。